# 4893 Seitter
4893 Seitter eller 1986 PT4 är en asteroid i huvudbältet som upptäcktes den 9 augusti 1986 av den belgiske astronomen Eric W. Elst och den bulgariska astronomen Violeta G. Ivanova vid Rozhen-observatoriet. Den är uppkallad efter astronomen Waltraut Carola Seitter.